# Schipholtunnel (auto)

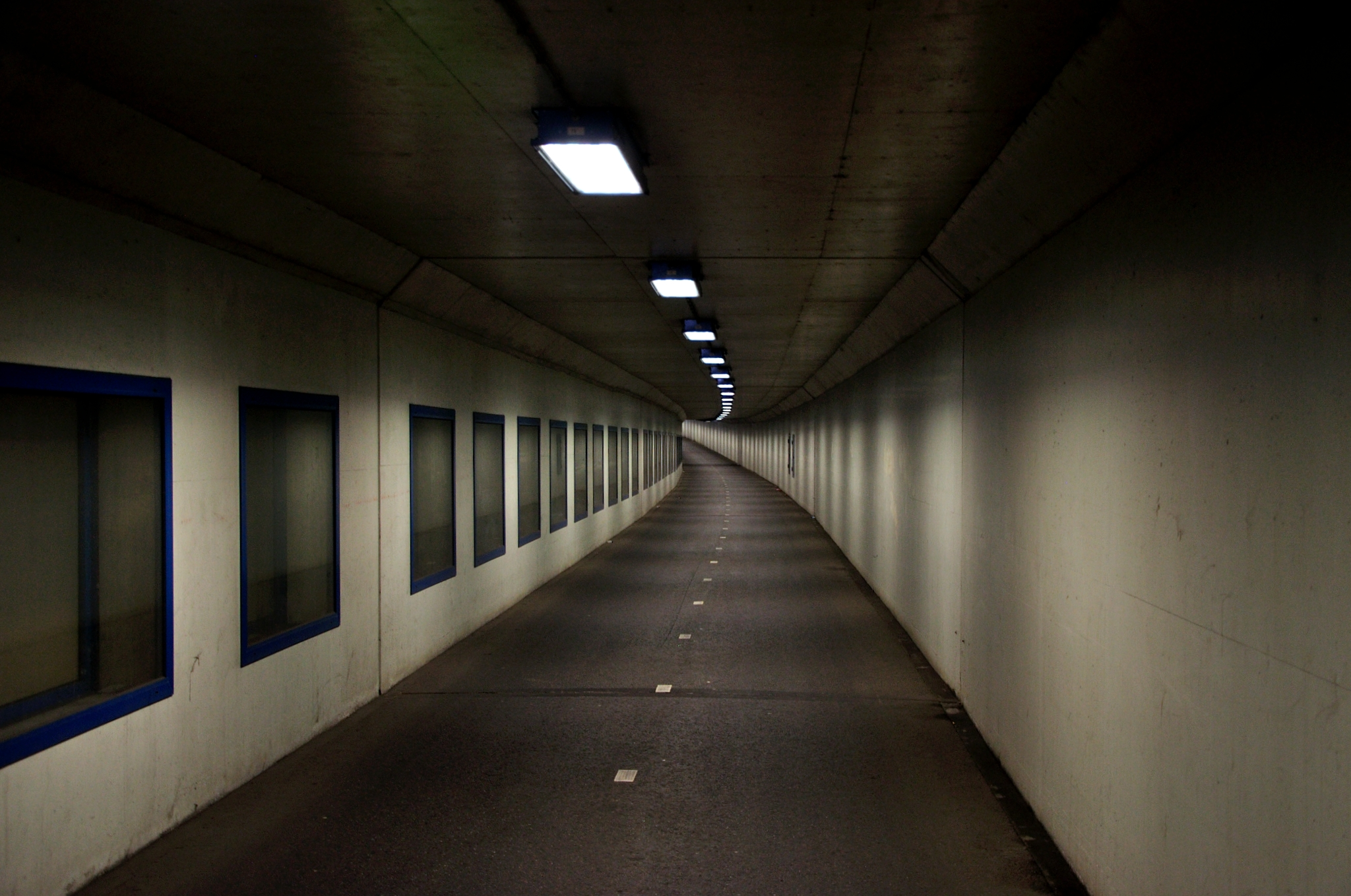
Fietspad in de Schipholtunnel richting Schiphol-Centrum met links achter glas de busbaan.

De Schipholtunnel maakt deel uit van de autosnelweg A4 tussen Badhoevedorp en Luchthaven Schiphol en loopt onder de Buitenveldertbaan door. De tunnel is aangelegd als zogeheten openbouwputtunnel en werd op 7 september 1966 opengesteld. Naast deze tunnel voor het wegverkeer kent Schiphol ook een spoorwegtunnel, de Schipholspoortunnel.

## Rijstroken
De Schipholtunnel heeft 8 buizen, die samen 18 rijstroken en een fietspad bevatten. Daarmee is de Schipholtunnel de breedste tunnel van Nederland. Van west naar oost zijn er de volgende buizen:
- 2 rijstroken A4 vanuit Amsterdam naar de afrit Schiphol (2e Schipholtunnel)
- 4 rijstroken A4 vanuit Amsterdam richting Den Haag (2e Schipholtunnel)
- 4 rijstroken A4 vanuit Den Haag richting Amsterdam (1e Schipholtunnel)
- 2 rijstroken A4 vanaf de oprit uit Schiphol naar Amsterdam (met vluchtstrook) (1e Schipholtunnel)
- 1 rijstrook voor wegverkeer op de Loevesteinse Randweg van Schiphol-Noord naar Schiphol-Centrum (1e Schipholtunnel, ook wel Diensttunnel genoemd) - oorspronkelijk was deze tunnel voor intern verkeer
- 1 rijstrook voor bussen van Schiphol-Noord naar Schiphol-Centrum (1e Schipholtunnel, ook wel Diensttunnel genoemd) - oorspronkelijk was deze tunnel voor langzaam verkeer
- Fietspad tussen Schiphol-Centrum en Schiphol-Noord (Buitenvelderttunnel)
- 2 rijstroken Loevesteinse Randweg van Schiphol-Centrum naar Schiphol-Noord, waarvan 1 rijstrook voor wegverkeer en 1 busbaan (Buitenvelderttunnel)

## De eerste Schipholtunnel

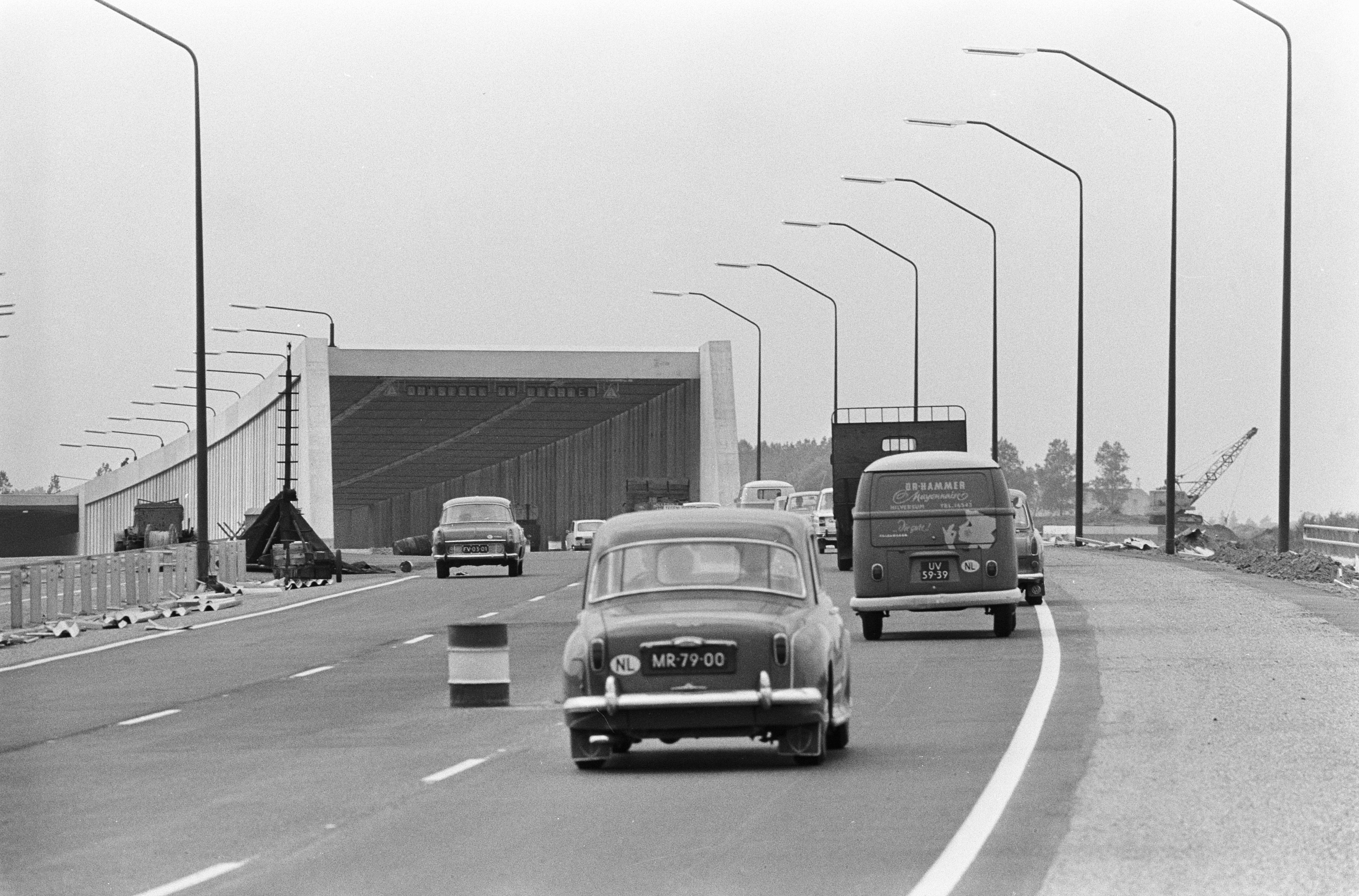
De net aangelegde Schipholtunnel in augustus 1966

De eerste Schipholtunnel voor auto's is tegelijk met de Buitenveldertbaan aangelegd. Beide maakten deel uit van het ambitieuze renovatieplan van de luchthaven. De dwarsdoorsnede van de tunnel is bepaald door de voorschriften van de International Civil Aviation Organization. Deze schrijft voor dat een start- en landingsbaan aan beide zijden een 200 meter brede, obstakelvrije strook heeft, waarvan de eerste 75 meter niet meer helling mag hebben dan 2,5%. Omdat de tunnel door deze voorwaarden relatief lang is, valt de helling in de tunnel voor autorijders amper op. De lengte van de tunnel is 660 meter waarvan het gesloten deel 530 meter lang is.
De tunnel bestaat uit vier buizen. De twee westelijke buizen, elk 15,30 meter breed, hebben beide drie rijstroken en een vluchtstrook, in dezelfde verhoudingen als een reguliere snelweg. De twee oostelijke buizen doen dienst als langzaam verkeertunnel en intern verkeertunnel, en zijn beide 7,75 meter breed. Hiermee was de totale breedte van de tunnel 50,30 meter en de hoogte 6.78 meter.
De tunnel is uitgevoerd in een drooggelegde, open bouwput. Om onevenredige zettingen te voorkomen, is de tunnel op een bed van palen gefundeerd, gecombineerd met trekpalen die moesten voorkomen dat de tunnel door de druk van het grondwater op zou drijven. Daarna werd als eerste de vloer gestort, gevolgd door de wanden en uiteindelijk de plafonds. De tunnel is in 1966 officieel geopend voor het publiek. Omdat de tunnel onder een start- en landingsbaan doorgaat moet hij belast zijn op de krachten van een opstijgend vliegtuig.

## De tweede Schipholtunnel

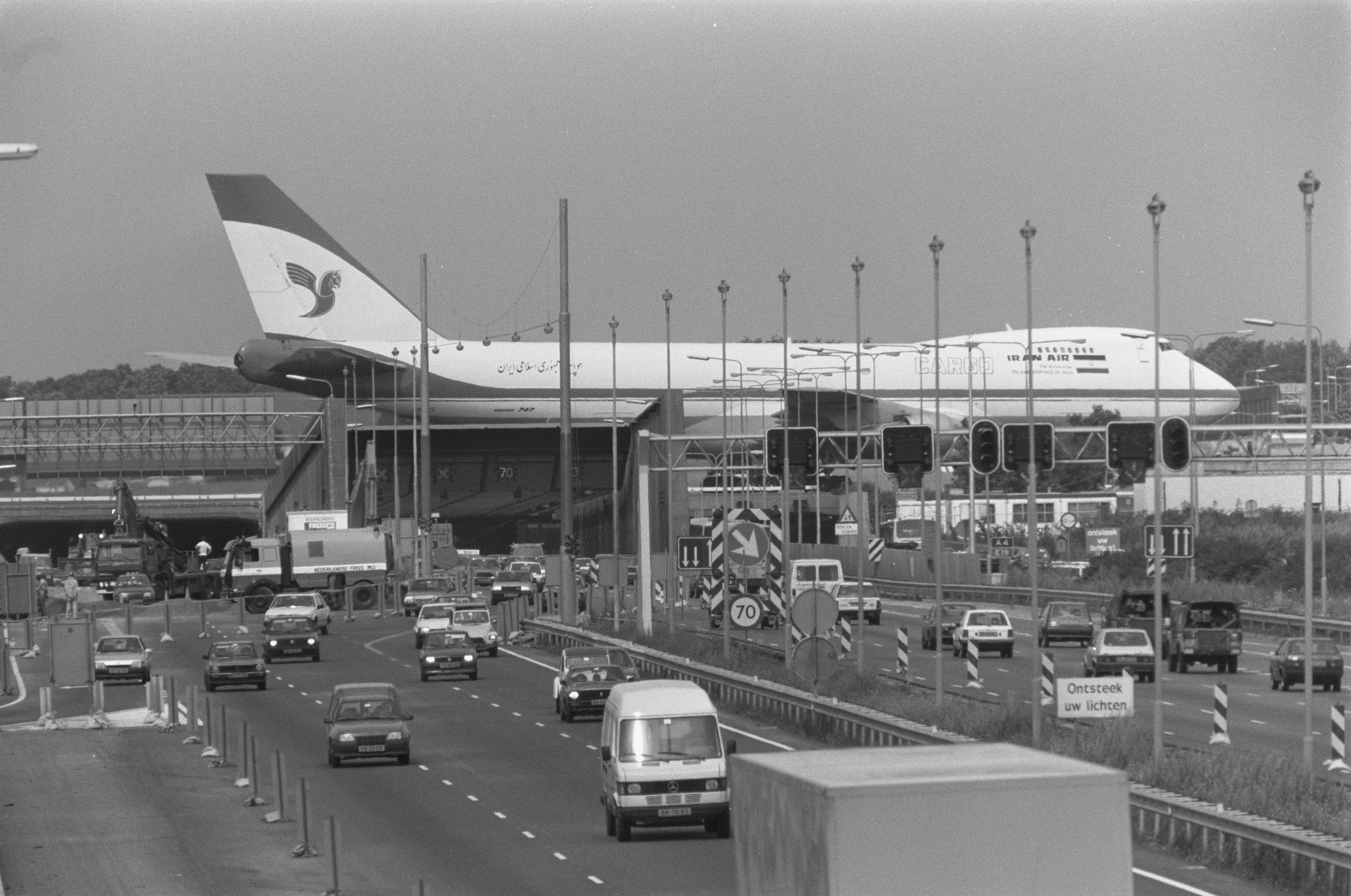
Renovatiewerkzaamheden aan de Schipholtunnel in 1988

Hoewel de autotunnel in 1988 en 1992 nog gerenoveerd is, genereert het groeiende vliegverkeer van eind jaren tachtig en begin jaren negentig zoveel extra wegverkeer dat een uitbreiding van de bestaande tunnel onvermijdelijk is geworden. In 1992 wordt besloten een nieuwe rijksweg aan te leggen, de A5 en de Schipholtunnel uit te breiden met twee tunnelbuizen.
Na een herschikking in de verkeersstromen zullen er buizen zijn voor intern luchthavenverkeer en voor een geplande sneltramverbinding met Amsterdam. Hoewel het Ministerie van Verkeer en Waterstaat de uitbreiding pas plant voor de jaren 1997-1999, dwingt een renovatie van de Buitenveldertbaan in 1993 de werkzaamheden naar voren te brengen, en tegelijkertijd met de uitbreiding van de spoortunnel uit te voeren. Het vliegverkeer ondervindt er op deze manier zo min mogelijk hinder van.
Naast een nieuwe autotunnel van twee buizen bestaat de tweede Schipholtunnel uit een uitbreiding door een aanbouw van twee buizen, een voor fietsers en bromfietsers en een voor openbaar vervoer. Deze tunnel heet ter onderscheiding van de Schipholtunnel de "Buitenvelderttunnel". Hierdoor ontstonden er in de nieuwe situatie acht buizen, twee keer twee tunnelbuizen voor het autoverkeer op de A4, twee tunnelbuizen voor intern verkeer, een buis voor openbaar vervoer en een buis voor fietsers. Door de uitbreiding met de tweede Schipholtunnel wordt de breedte verdubbeld van 50,30 meter naar 103,30 meter. De lengte van het gesloten deel van deze tunnel bedraagt 650 meter.
Er zijn drie eisen die de bouw van deze tunnel technisch hoogstaand maken. De beperkte bouwtijd laat slechts een periode van een jaar open om de ruwbouw van de tunnel aan te leggen. Ten tweede mag de maximale vervorming van de bestaande tunnel slechts 1 mm bedragen. Als derde eis stelt de opdrachtgever dat het ondiepe grondwater niet mag mengen met het verontreinigde water uit diepere lagen. Deze eisen doen de aannemer besluiten de tunnels uit te voeren met de openbouwkuipmethode, waarbij de damwanden dienst gaan doen als definitieve wanden. In 1994 is de ruwbouw van de tunnel klaar, zodat de Buitenveldertbaan weer in gebruik genomen kan worden. De betonnen constructievloer wordt in 1995 aangebracht en in 1997 start de afbouwfase. In maart 2000 wordt de tweede Schipholtunnel officieel geopend.

### Bouwfraude
In 2001 wordt bekend dat er in de Nederlandse bouwwereld grootschalig gefraudeerd wordt bij de berekening van grote infrastructurele werken. De Nederlandse overheid wordt hierbij voor miljoenen euro's gedupeerd. Ook bij de Schipholtunnel zijn er prijsafspraken gemaakt tussen de aannemers.